# Medizinische Psychologie
Die Medizinische Psychologie ist ein eigenständiges, anwendungsorientiertes Fachgebiet der Psychologie, das in der Humanmedizin verankert ist. Entsprechend ist das Fachgebiet an den medizinischen Fakultäten in der Forschung und Lehre sowie in der Patientenversorgung inhaltlich, strukturell – als Abteilung oder Institut für Medizinische Psychologie – und personell vertreten.
In Deutschland ist die Medizinische Psychologie, ebenso wie die Medizinische Soziologie ein in der Approbationsordnung für Ärzte (ÄAppO) vorgeschriebenes Pflichtfach im ersten Abschnitt des Medizinstudiums. Die wissenschaftliche Fachgesellschaft der in der Medizinischen Psychologie Tätigen ist die 1979 gegründete Deutsche Gesellschaft für Medizinische Psychologie (DGMP).

## Medizinpsychologische Forschung
Die Medizinische Psychologie ist ein interdisziplinäres Fach. Ihre Vertreter können in verschiedenen Teildisziplinen der Psychologie beheimatet sein. Ihnen gemeinsam ist, dass sie die Verbindungen zwischen psychologischen und medizinischen Sachverhalten erforschen. Damit tragen sie psychosozialen Aspekten von Gesundheit und Krankheit sowohl auf Seiten der Patienten, Angehörigen und verschiedener Krankheitsgruppen als auch auf Seiten des medizinischen Personals Rechnung.
Wichtige Themen medizinpsychologischer Forschung sind unter anderem:
- Arzt-Patient-Beziehung und Kommunikation
- Krankheitsverarbeitung
- Lebensqualität
- Psychobiologische Zusammenhänge
- Prävention und Gesundheitsförderung sowie Rehabilitation
- Psychosoziale Versorgungsforschung
- Anwendung psychologischer Interventionen in der Medizin
- Entwicklungspsychologie und der Umgang mit Patienten und ihren Familien in verschiedenen Lebensabschnitten von der Kindheit bis ins hohe Alter
- Sozialpsychologische Aspekte von Gesundheit und Krankheit

Mit diesen und anderen Themen wirkt die Medizinische Psychologie in alle Bereiche der Medizin hinein. Wissenschaftlich tätige Medizinpsychologen sind daher oft zugleich Mitglieder anderer wissenschaftlicher medizinischer oder psychologischer Fachgesellschaften.
Ergebnisse von Forschungen im Bereich der Medizinischen Psychologie werden beispielsweise auf den jährlichen Kongressen der DGMP und in nationalen (z. B. der Zeitschrift für Medizinische Psychologie) und internationalen Fachzeitschriften präsentiert.

## Medizinpsychologische Lehre, Fort- und Weiterbildung
Für Ärzte stellt medizinpsychologisches Wissen und Können eine Basiskompetenz dar, die in allen klinischen Bereichen zur Anwendung kommen sollte. Deshalb wurde die Medizinische Psychologie in Deutschland mit der ÄAppO 1970 auch als Grundlagenfach im Rahmen des ersten Abschnitts des Medizinstudiums und in der ersten Ärztlichen Prüfung etabliert. Die zentralen Gegenstände dieser Ausbildung sind im Gegenstandskatalog des Instituts für medizinische und pharmazeutische Prüfungsfragen festgehalten. Das Fach Medizinische Psychologie umfasst üblicherweise wenigstens eine Vorlesung, ein Seminar und einen Kursus. Über die Lehre im ersten Abschnitt des Studiums hinausgehend werden medizinpsychologische Inhalte auch in den Querschnittsfächern des zweiten Studienabschnittes unterrichtet (z. B. Medizin des Alterns und des alten Menschen, Prävention und Gesundheitsförderung, Umweltmedizin). Medizinpsychologische Themen sind außerdem Gegenstand in der ärztlichen Fort- und Weiterbildung sowie in der Aus- und Weiterbildung anderer medizinischer und medizinnaher Berufe.

## Medizinische Psychologie in der Krankenversorgung
In der Krankenversorgung sind Vertreter der Medizinischen Psychologie z. B. psychodiagnostisch und psychotherapeutisch beispielsweise bei der psychosozialen Betreuung von somatisch Kranken im Rahmen von Konsiliar- /Liaisondiensten tätig. Medizinpsychologen bieten an vielen Orten auch psychosoziale Fortbildung und Supervision von Ärzten und Pflegepersonal an.

## Geschichte
Zu den ersten Ärzten, die sich in der Zeit der Aufklärung mit Themen der Medizinischen Psychologie wissenschaftlich beschäftigten, gehören die Landärzte Albert Mathias Vering (1773–1829) und mit seinem Werk Die Leidenschaften als Heilmittel betrachtet auch Friedrich Christian Gottlieb Scheidemantel (1735–1796).
Rudolf Hermann Lotzes (1817–1881) Schrift „Medicinische Psychologie oder Physiologie der Seele“, erschienen 1852, wird als eines der Pionierwerke zur medizinischen Psychologie und Psychosomatik angesehen. Anfang des 20. Jahrhunderts erschienen erste Lehrbücher. So verfasste Paul Schilder 1924 ein Lehrbuch über „Medizinische Psychologie für Ärzte und Psychologen“. Am bekanntesten wurde das 1920 veröffentlichte Lehrbuch von Ernst Kretschmer, das bis in die 1970er Jahre stetig neu aufgelegt wurde (14. erg. und bearb. Auflage 1975). 1925 gründeten Studierende der Medizin, unter ihnen Viktor E. Frankl und Maximilian Silbermann, in Wien den Akademischen Verein für Medizinische Psychologie. 1930 erschien ein 672 Seiten umfassendes „Handwörterbuch der Medizinischen Psychologie“ von Karl Birnbaum, für das auch der Psychiater und Psychologe Erich Stern Beiträge lieferte, der ebenso wie Willy Hellpach (1877–1955) zu den Stammvätern der Medizinischen Psychologie zählt.
Den ersten deutschen Lehrstuhl für Medizinische Psychologie schuf 1954 Viktor Emil Freiherr von Gebsattel in Würzburg. Das von von Gebsattel 1952 zunächst kommissarisch übernommene Institut für Anthropologie und Erbbiologie, ursprünglich ein Lehrstuhl für Vererbungswissenschaft und Rasseforschung, wurde (nachdem 1962 ein zweiter Lehrstuhl als Lehrstuhl für Anthropologie und Erbbiologie geschaffen worden war) 1965 in den Lehrstuhl für Medizinische Psychologie und Psychotherapie umgewandelt.
Im Jahr 1964 wurde in Düsseldorf erstmals in Deutschland ein psychologischer Lehrstuhl an einer medizinischen Fakultät errichtet (Gustav A. Lienert). Erst 1970 führte die Approbationsordnung für Ärzte die Medizinische Psychologie ebenso wie die Medizinische Soziologie und die Psychosomatische Medizin und Psychotherapie als Pflichtfächer in das Medizinstudium ein. 1971 wurde eine Lernzielkommission für das Fach eingerichtet. 1972 kam es in Gießen zu Einrichtung des ersten Lehrstuhls für Medizinische Psychologie in der Bundesrepublik (Dieter Beckmann). 1976 wurde in Ulm der erste Kongress der Medizinischen Psychologie durchgeführt. 1979 gründete sich in Heidelberg die „Gesellschaft für Medizinische Psychologie“ (heute DGMP). Parallel wurde im selben Jahr in der damaligen DDR eine „Arbeitsgemeinschaft der Hochschullehrer für Medizinische Psychologie in der DDR“ gegründet. Seit 1980 ist die DGMP Mitglied der „Arbeitsgemeinschaft der Wissenschaftlichen Medizinischen Fachgesellschaften (AWMF)“.